# Гавриловка (Черниговская область)
Гаври́ловка (укр. Гаврилівка) – село, расположенное на территории Бобровицкого района Черниговской области (Украина).
Население составляет 127 жителей (2006 год). Плотность населения — 127,51 чел/кв.км.
```
На Трехверстовці Киівскої області позначене як Тужилово. Воєнно-топографічная карта 1866-1893рр. Впервые упоминаєтся в 
1924 році
.
```

Село Гавриловка находится примерно в 29 км к юго-востоку от центра города Бобровица. Средняя высота населённого пункта — 133 м над уровнем моря. Село находится в зоне умеренно континентального климата.
Национальный состав представлен преимущественно украинцами, конфессиональный состав — христианами.